# Canal de Jambelí
El canal de Jambelí és un estret o pas marítim situat al sud-oest de l'Equador, al golf de Guayaquil, que separa l'illa Puná del territori continental de la província de Guayas i de la d'El Oro. Juntament amb el canal del Morro és un dels dos accessos cap a l'interior deltaic del riu Guayas. La major part de les embarcacions que accedeixen a Guayaquil, principal port del país, ho fan per aquest canal.
El canal s'estén de sud-oest a nord-est al llarg d'uns 63 km; en el seu inici té una amplada de 2.910,5 km d'ample, des de punta Salinas fins a punta Payana, i es va estrenyent a poc a poc fins a arribar a 10,5 km a punta Mandinga. Al canal de Jambelí, el corrent segueix paral·lel a la costa i les profunditats en aquesta zona són variables i regulars, amb molts baixos que resulten perillosos per a la navegació.